# Ferrari 458 Pininfarina Sergio
La Ferrari 458 Pininfarina Sergio o detta anche semplicemente Ferrari Sergio Pininfarina è una barchetta priva di tettuccio, disegnata da Pininfarina su licenza Ferrari, basata sulla Ferrari 458. È stata presentata, con un prototipo, in occasione del Salone dell'automobile di Ginevra nell'edizione 2013.

## Nome
Il nome è un omaggio al fondatore della casa di design torinese, Sergio Pininfarina.

## Progettazione

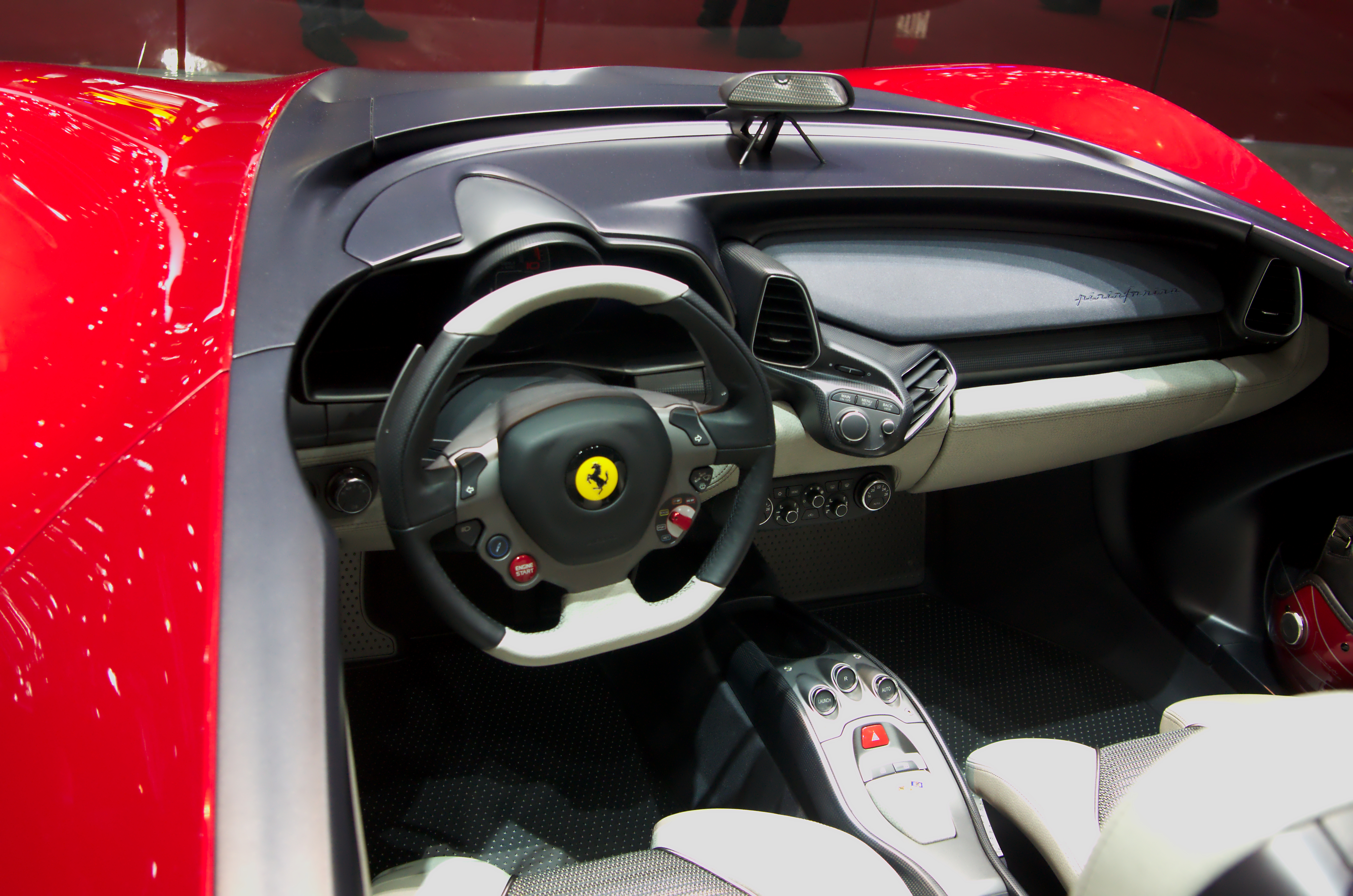
Interni

La progettazione del prototipo si è ispirato alle Ferrari da corsa degli anni 70; la linea oltre che ad essere un esercizio di stile è stata concepita con un occhio di riguardo per l'aerodinamica che si presenta molto sofisticata.
È stata progettata senza tettuccio perciò entrambi gli occupanti devono viaggiare con indosso abbigliamento tecnico, ovvero casco e tuta ignifuga.

## Meccanica
Tutta la meccanica è stata presa dalla Ferrari 458 Italia nella sua versione spider. Per cui è montato a bordo un motore V8 da 4.5 litri con una potenza di 570 CV.
Differisce dalla versione in produzione, oltre che dal design, nella rigidità torsionale che è stata aumentata e nel peso che è stato ridotto di circa 150 kg.

## Prestazioni
Le prestazioni della Pininfarina Sergio sono notevoli: è dotata di uno scatto nello 0-100 km/h in 3.4 secondi ed è accreditata di una velocità massima di 320 km/h.

## Seguito produttivo

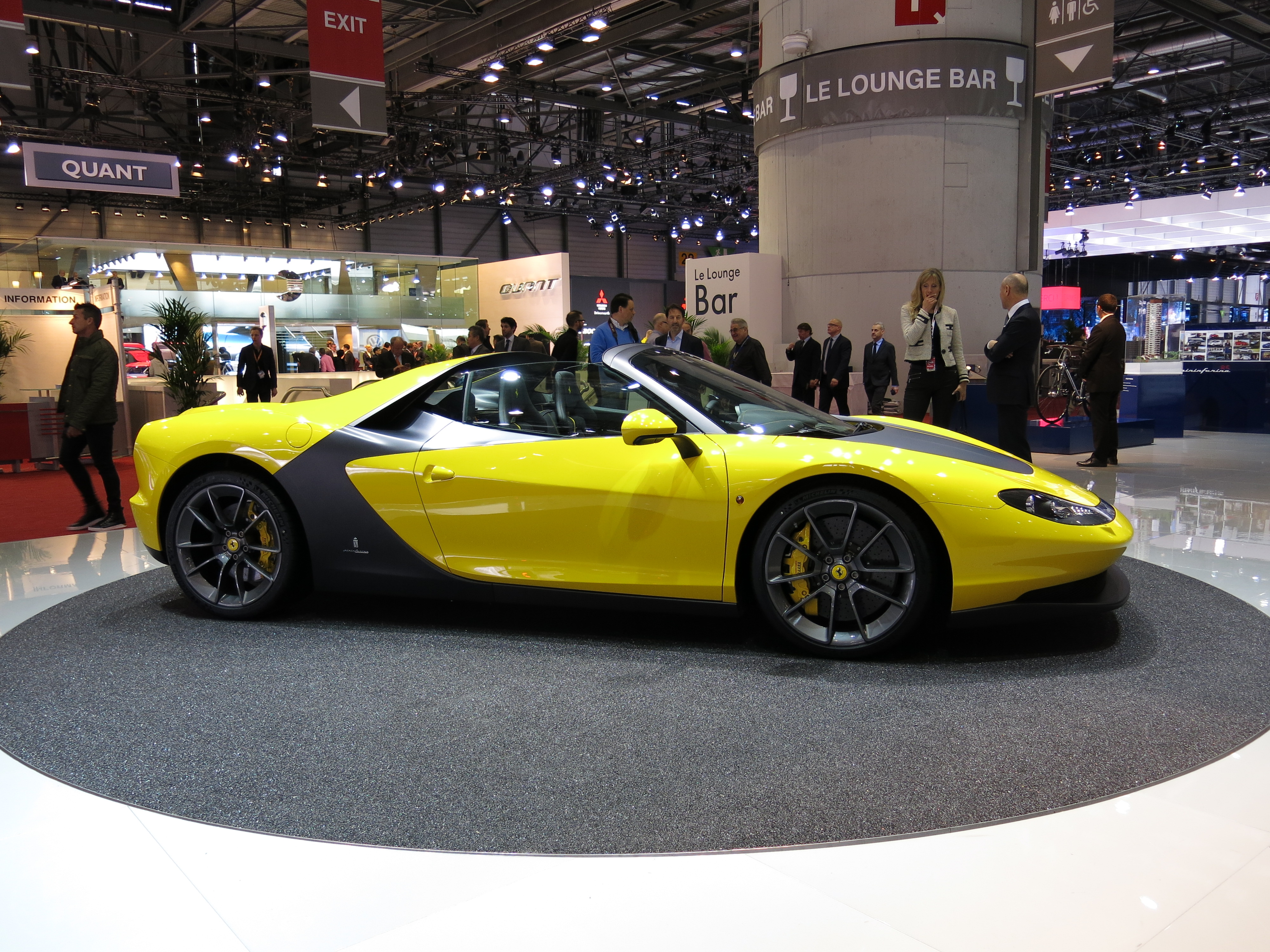
Una delle sei Ferrari Sergio di serie

Il prototipo è stato successivamente adattato ad una produzione in piccola serie. Il primo esemplare delle sei auto costruite è stato consegnato ad Abu Dhabi, per essere esposta in occasione delle Finali Mondiali Ferrari che si sono tenute sul circuito di Yas Marina Island.